# Ultimate Spinach
Gli Ultimate Spinach sono stati una band statunitense nata a Boston nei tardi anni sessanta.
Vengono annoverati tra i principali esponenti del Bosstown Sound, sottogenere del rock psichedelico con forti legami con l'acid rock californiano.

## Storia
Il gruppo ideato dal produttore Alan Lorber fu guidato per i primi due album da Ian Bruce-Douglas con la collaborazione di Barbara Jean Hudson. Dopo l'abbandono di Bruce-Douglas, Lorber riunì alla sola superstite Hudson alcuni musicisti locali per la realizzazione del terzo album, III.
Il loro pezzo più conosciuto è Ballad of the Hip Death Goddess, presente nel primo album.

## Discografia

### Album
- 1968 - Ultimate Spinach (MGM Records)
- 1968 - Behold & See (MGM Records)
- 1969 - Ultimate Spinach III (MGM Records)

### EP
- 2006 - Sacrifice of the Moon: Instrumental Music of Ultimate Spinach (Iris Music Group)